# David James Elliott
David James Elliott (nombre real David William Smith) nació el 21 de septiembre de 1960 en Milton, Ontario, Canadá. Fue la estrella masculina de la serie JAG desde 1995 a 2005, interpretando el papel de “Harmon Rabb Jr.”
En su juventud formó parte de una banda de música, abandonó el instituto el último año para perseguir su sueño de ser una estrella de rock: a los 19 comprendió que esto no pasaría y regresó para finalizar sus estudios.
Después de su graduación, Smith acudió a la Universidad Politécnica de Ryerson en Toronto, Canadá, realizando una audición para el Festival sobre Shakespeare de Straford y fue aceptado como miembro de su Compañía Joven.
Posteriormente se trasladó a Los Ángeles y adoptó el nombre artístico de David James Elliott pues ya había un actor que utilizaba el nombre de David Smith. Apareció en la película Loca Academia de Policía 3: De vuelta a la Escuela en 1986, y también en la serie de televisión Knots Landing como Bill Nolan, y en 1993 en Los intocables como Agente Paul Robbins. En los años siguientes Elliott consiguió un papel recurrente en la exitosa serie Melrose Place en el papel de “Ferry Parsons”, y como artista invitado en un episodio de Seinfeld como un operario de mudanzas antiabortista.
El gran éxito en su carrera, sin lugar a dudas, ha sido la serie JAG, de la que formó parte desde 1995 hasta 2005. En la serie su papel es el del Comandante (piloto y abogado) Harmon Rabb Jr. La serie contó con una gran audiencia liderando la noche de los viernes en EE. UU gracias, en gran parte a la "no relación" que tiene su personaje con su compañera de trabajo la Mayor/Coronel Sarah Mackenzie.
Está casado con la actriz canadiense Nanci Chambers que también actuaba en la serie JAG como la malvada teniente “Loren Singer”, tienen una hija, Stephanie (nacida en 1993) y un hijo, Wyatt (nacido en 2003).
David y Nanci han llegado a obtener la ciudadanía estadounidense hace unos pocos años, sus hijos nacidos en Estados Unidos, Stephanie en Chicago mientras David trabaja en la película Los Intocables y Wyatt en Los Ángeles durante la octava temporada del JAG.
Recientemente ha protagonizado en la televisión canadiense una película “The Man Who Lost Himself” que está basada en la historia real de un jugador de fútbol canadiense que perdió la memoria en un accidente tras sufrir una gran lesión en la cabeza. Nancy Chambers también actúa en esta película como doctora.
En octubre de 2006, Elliott se unió al reparto del drama legal Close to Home como el ayudante del abogado del distrito James Conlon.
En 2015 interpretara a John Wayne en la película de 2015 - Trumbo.